# 武内龙次
武内龙次（日语：武内 竜次/たけうち りゅうじ，1903年5月1日—1999年9月6日），日本的外交官。曾担任日本驻西德、比利时大使以及日本驻美国大使，积极支持吉田茂的外交路线。